# دیه‌گو گودین
دیه‌گو گودین (انگلیسی: Diego Godín؛ زاده ۱۶ فوریهٔ ۱۹۸۶) بازیکن سابق فوتبال اهل اروگوئه است.
او بخاطر سال های طولانی بازی در باشگاه فوتبال اتلتیکو مادرید بسیار شناخته شده است همچنین وی سابقه بازی در اینتر میلان و ویارئال را نیز دارد.
وی همچنین در تیم ملی فوتبال اروگوئه بازی کرده‌است. او در تیم ملی اروگوئه در ۴ جام جهانی فوتبال ۲۰۱۰، ۲۰۱۴، ۲۰۱۸ و ۲۰۲۲ به میدان رفته و در جام جهانی ۲۰۱۸ و جام جهانی ۲۰۲۲ ، کاپیتان تیم ملی فوتبال اروگوئه بود. او همچنین از سال ۲۰۱۸ و با خداحافظی گابی به کاپیتان باشگاه فوتبال اتلتیکو مادرید بدل شد.

## افتخارات

### باشگاهی
اتلتیکو مادرید
- لالیگا(۱): ۱۴–۲۰۱۳
- جام حذفی فوتبال اسپانیا(۱): ۱۳–۲۰۱۲
- سوپر جام فوتبال اسپانیا(۱): ۲۰۱۴
- لیگ اروپا(۲): ۱۲–۲۰۱۱، ۱۸–۲۰۱۷
- سوپر جام اروپا(۳): ۲۰۱۰،  ۲۰۱۲، ۲۰۱۸
- لیگ قهرمانان اروپا(۲): ۱۴–۲۰۱۳، ۱۶–۲۰۱۵ (نایب قهرمان)

اینتر میلان
- لیگ اروپا: ۲۰–۲۰۱۹ (نایب قهرمان)

اتلتیکو مینیرو
- سوپر جام فوتبال برزیل(۱): ۲۰۲۲

### ملی
اروگوئه
- کوپا آمریکا(۱): ۲۰۱۱